# Peter F. Bellinger
Peter F. Bellinger (New Haven (Connecticut), 15 juni 1921 - 20 november 2000) was een professor in de biologie aan de Calefornia State University in Northridge. Hij heeft diverse publicaties op zijn naam op het gebied van de Collembola (Springstaarten).

## Publicaties
- 1952. A new Genus and Species of Isotomidae (Collembola)., Psyche, Bd. 59, pp. S..
- 1954. Studies of Soil Fauna with Special Reference to the Collembola., Bull. Connecticut Agricultural Experiment Station, Nr. 583, pp. 67.
- 1960. Possible adaptive Coloration in Poduroid Collembola., Entomol. News, Bd. 71, pp. S.
- 1962. A dimorphic Species of Actaletes (Collembola)., Journal of the New York Entomological Society, Bd. 70, pp. 4.
- 1981. In Hurlbert, S.H., Rodriguez, G. & dos Santos, N.D. [Eds]. Collembola. Aquatic biota of tropical South America, p.(being a compilation of taxonomic bibliographies for the fauna and flora of inland waters of the tropical portion of South America). Part 1. Arthropoda. Published by the Editors, San Diego State University, San Diego, California 1981, p.i-xi, 1-323. Chapter Pagination, p.52-54.
- 1982. Collembola from Vermont., Entomological News 93(5) 1982, p.180-182.
- 1982. In Hurlbert, S.H. & Villalobos-Fugueroa, A. [Eds]. Collembola. Aquatic biota of Mexico, Central America and the West Indies, p.(being a compilation of taxonomic bibliographies for the fauna and flora of island waters of Mesoamerica and the Caribbean region). San Diego State University, San Diego. 1982, p.i-xv, 1-529. Chapter Pagination, p.240-241.
- 1985. A new family of Collembola (Arthropoda, Tracheata)., Caribbean Journal Of Science 21(3-4) 1985, p.117-123.
- 1985. Folsomia candida Willem, 1902 (Insecta, Collembola): proposed conservation by the suppression of Entomobrya cavicola Banks, 1897. Z.N.(S.) 2210., Bulletin Of Zoological Nomenclature 42(2) 1985, p.201-203.
- 1985. The identity of H.G. Scott's Collembola in the Academy of Natural Sciences, Philadelphia, Pa., Entomological News 96(2) 1985, p.78-82.
- 1989 Bellinger, P.F., Christiansen, K. In Dallai, R. [Ed.]. Biogeography of the Collembola of Hawaii. 3rd International Seminar on Apterygota, Siena, Italy, August 21-26, 1989. University of Siena, Siena. 1989, p.1-489. Chapter pagination, p.121-126.
- 1997 Bellinger, P.F., Ellis, W.N. Generic names of Collembola : Supplement 1984-1996. Tijdschrift voor Entomologie, 140, 1-11.
- 1997 Bellinger, Peter, F., Ellis, Willem, N. Generic names of Collembola: supplement 1984-1996., Tijdschrift Voor Entomologie 140(1), 31 oktober, 1997, p.1-11.

- Bibsys: 90324585
- International Standard Name Identifier: 0000 0000 2676 2063
- Library of Congress Control Number: n82011927
- Nederlandse Thesaurus van Auteursnamen: 156935163
- Virtual International Authority File: 38251670
- WorldCat: E39PBJtrQyCG9FvdhypKhX6VG3